# 第63回トニー賞
第63回トニー賞は、2009年6月7日に発表・授賞式が行われた。
作品賞はミュージカル部門では最多15候補の Billy Elliot, The Musical（リトル・ダンサー）、演劇部門は『大人は、かく戦えり』。それぞれイギリス発の作品である（ただし、『大人は、かく戦えり』は元はフランス語による演劇である。英語の翻訳公演はイギリスが初演であった）。
Billy Elliot, The Musical はミュージカル作品賞の他に同主演男優賞・演出賞など10部門を独占し、今回の最多受賞となった。主演男優賞ではビリー役を演じた子役3人が演技部門で史上初の同時受賞を果たした。
候補数が2番目に多かった Next to Normal はミュージカル主演女優賞や楽曲賞など3部門を受賞し、"Billy Elliot, The Musical"に次ぐ受賞数となっている。演劇作品賞の"God of Canage"も同主演女優賞など3部門受賞した。
個人ではアンジェラ・ランズベリーが『陽気な幽霊』で83歳にして演劇助演女優賞を受賞。『スウィーニー・トッド』で4度目のミュージカル主演女優賞を受賞して以来、30年ぶり5度目のトニー賞受賞となった。演劇部門では初の受賞である。また、演技カテゴリーでの通算5度の受賞はジュリー・ハリスの持つ最多受賞記録に並んだ。

## 候補作の統計
- 作品名の上段は日本語題、下段は原題。日本語題の横の括弧内には、他に著名な日本語題がある場合参考に併記。
- 日本語題のない作品は日本未上演。下段の括弧内は原作付きの作品に日本語題がある場合のみ併記。

| 候補数 | 作品名                                                       | カテゴリー                 | 受賞数 |
| ------ | ------------------------------------------------------------ | -------------------------- | ------ |
| 15     | Billy Elliot, The Musical （原作は映画『リトル・ダンサー』） | ミュージカル               | 10     |
| 11     | 『ネクスト・トゥ・ノーマル』 Next to Normal                  | ミュージカル               | 3      |
| 8      | 『ヘアー』                                                   | ミュージカル（リバイバル） | 1      |
| 8      | Shrek The Musical （原作は映画『シュレック』）               | ミュージカル               | 1      |
| 7      | 『メアリー・ステュアート』 Mary Stuart                       | 演劇（リバイバル）         | 1      |
| 7      | The Norman Conquests                                         | 演劇（リバイバル）         | 1      |
| 6      | 『大人は、かく戦えり』 God of Carnage                        | 演劇                       | 3      |
| 6      | Joe Turner's Come and Gone                                   | 演劇（リバイバル）         | 2      |
| 5      | 『ロック・オブ・エイジズ』                                   | ミュージカル               |        |
| 5      | 『33の変奏曲』 33 Variations                                 | 演劇                       | 1      |
| 4      | 『瀕死の王』 Exit the King                                   | 演劇（リバイバル）         | 1      |
| 4      | 9 to 5:The Musical （原作は映画『9時から5時まで』）          | ミュージカル               |        |
| 4      | 『パル・ジョーイ』 Pal Joey                                  | ミュージカル（リバイバル） |        |
| 4      | 『ウエスト・サイド物語』                                     | ミュージカル（リバイバル） | 1      |
| 3      | 『カワイクなくちゃいけないリユウ』 Reasons to be Pretty      | 演劇                       |        |
| 3      | 『ゴドーを待ちながら』                                       | 演劇（リバイバル）         |        |
| 2      | Blithe Spirit                                                | 演劇（リバイバル）         | 1      |
| 2      | Dividing the Estate                                          | 演劇                       |        |
| 2      | 『エクウス』                                                 | 演劇（リバイバル）         | 1      |
| 2      | 『ガイズ&ドールズ』                                          | ミュージカル（リバイバル） |        |
| 2      | 『ホワイト・クリスマス』                                     | ミュージカル               |        |
| 1      | Speed-the-Plow                                               | 演劇（リバイバル）         |        |
| 1      | [title of show]                                              | ミュージカル               |        |

## 候補と受賞の一覧
太字となっているものは受賞である。
以下の作品・人物の日本語表記については
- 作品
  1. 日本で翻訳上演された際などに日本語題が付けられた作品は、日本語題で表記する
  2. 日本未上演ながら原作となった小説や映像作品に日本語題が付けられている場合はそれに準拠して表記する
（日本語題表記されている原作付き作品とその原題については候補作の統計の表を参照）
  3. 1.と2.が無い作品については、原題のままとする
- 人物
  1. 関わった作品の日本語による公式情報での表記に準ずる
  2. 1.が見当たらない場合は、NHKが2009年6月28日に行う授賞式の放送での表記に準ずる
  3. 2.で表記されなかった場合は、英語表記のままもしくはデータベースサイトなどを参考にして日本語表記する

### 演劇部門

#### 作品賞
- Dividing the Estate （作：ホートン・フート）
- 『大人は、かく戦えり』 （作：ヤスミナ・レザ）
- 『カワイクなくちゃいいけないリユウ』（作：ニール・ラビュート）
- 『33の変奏曲』（作：モイセス・カウフマン）

#### リバイバル作品賞
- Joe Turner's Come and Gone（作：オーガスト・ウィルソン）
- 『メアリー・ステュアート』 （作：フリードリッヒ・シラー）
- The Norman Conquests（作：アラン・エイクボーン）
- 『ゴドーを待ちながら』 （作：サミュエル・ベケット）

#### 主演男優賞
- ジェフ・ダニエルズ - 『大人は、かく戦えり』
- ラウル・エスパーザ - Speed-the-Plow
- ジェームズ・ガンドルフィーニ - 『大人は、かく戦えり』
- ジェフリー・ラッシュ - 『瀕死の王』
- トーマス・サドスキ - 『カワイクなくちゃいいけないリユウ』

#### 主演女優賞
- ホープ・デイヴィス - 『大人は、かく戦えり』
- ジェーン・フォンダ - 『33の変奏曲』
- マーシャ・ゲイ・ハーデン - 『大人は、かく戦えり』
- ジャネット・マクティア - 『メアリー・ステュアート』
- ハリエット・ウォルター - 『メアリー・ステュアート』

#### 助演男優賞
- ジョン・グローヴァー - 『ゴドーを待ちながら』
- ザック・グルニエ - 『33の変奏曲』
- スティーヴン・マンガン - The Norman Conquests
- ポール・リッター - The Norman Conquests
- ロジャー・ロビンソン - Joe Turner's Come and Gone

#### 助演女優賞
- ハリー・フート - Dividing the Estate
- ジェシカ・ハインズ - The Norman Conquests
- マリン・アイルランド - 『カワイクなくちゃいいけないリユウ』
- アンジェラ・ランズベリー - Blithe Spirit
- アマンダ・ルート - The Norman Conquests

#### 演出賞
- フィリダ・ロイド - 『メアリー・ステュアート』
- バートレット・シエール - Joe Turner's Come and Gone
- マシュー・ワーカス - 『大人は、かく戦えり』
- マシュー・ワーカス - The Norman Conquests

#### 装置デザイン賞
- デイル・ファーガソン - 『瀕死の王』
- ロブ・ハウエル - The Norman Conquests
- デレク・マクレーン - 『33の変奏曲』
- マイケル・イヤーガン - Joe Turner's Come and Gone

#### 衣装デザイン賞
- デイル・ファーガソン - 『瀕死の王』
- ジェーン・グリーンウッド - 『ゴドーを待ちながら』
- マーティン・パクレディナス - Blithe Spirit
- アンソニー・ワード - 『メアリー・ステュアート』

#### 照明デザイン賞
- デヴィッド・ハーシー - 『エクウス』
- デヴィッド・ランダー - 『33の変奏曲』
- ブライアン・マクデヴィット - Joe Turner's Come and Gone
- ヒュー・ヴァン・ストーン - メアリー・ステュアート』

#### 音響デザイン賞
- Paul Arditti - 『メアリー・ステュアート』
- グレゴリ・クラーク - 『エクウス』
- ラッセル・ゴールドスミス - Rock 'n' Roll
- Scott Lehrer、Leon Rothenberg - Joe Turner's Come and Gone

### ミュージカル部門

#### 作品賞
- 『リトル・ダンサー』
- 『ネクスト・トゥ・ノーマル』
- 『ロック・オブ・エイジズ』
- 『シュレック』

#### 脚本賞
- 『リトル・ダンサー』 - リー・ホール
- 『ネクスト・トゥ・ノーマル』- Brian Yorkey
- 『シュレック』 - David Lindsay-Abaire
- [title of show]- ハンター・ベル

#### 楽曲賞
- 『リトル・ダンサー』 - 作曲：エルトン・ジョン、作詞：リー・ホール
- 『ネクスト・トゥ・ノーマル』 - 作曲：Tom Kitt、作詞：Brian Yorkey
- 『9時から5時まで』 - 作曲・作詞：ドリー・パートン
- 『シュレック』 - 作曲：Jeanine Tesori、作詞：David Lindsay-Abaire

#### リバイバル作品賞
- 『ガイズ&ドールズ』
- 『ヘアー』
- 『パル・ジョーイ』
- 『ウエスト・サイド物語』

#### 主演男優賞
- David Alvarez、Trent Kowalik、Kiril Kulish - 『リトル・ダンサー』
- ギャビン・クレール - 『ヘアー』
- ブライアン・ダーシー・ジェームズ - 『シュレック』
- コンスタンティン・マルーリス - 『ロック・オブ・エイジズ』
- J・ロバート・スペンサー - 『ネクスト・トゥ・ノーマル』

#### 主演女優賞
- ストッカード・チャニング - 『パル・ジョーイ』
- サットン・フォスター - 『シュレック』
- アリソン・ジャニー - 『9時から5時まで』
- アリス・リプリー - 『ネクスト・トゥ・ノーマル』
- Josefina Scaglione - 『ウエスト・サイド物語』

#### 助演男優賞
- デヴィッド・ボローニャ - 『リトル・ダンサー』
- グレゴリー・ジェバラ - 『リトル・ダンサー』
- Marc Kudisch - 『9時から5時まで』
- クリストファー・シーバー - 『シュレック』
- ウィル・スウェンソン - 『ヘアー』

#### 助演女優賞
- ジェニファー・ダミアーノ - 『ネクスト・トゥ・ノーマル』
- Haydn Gwynne - 『リトル・ダンサー』
- Karen Olivo - 『ウエスト・サイド物語』
- マーサ・プリンプトン - 『パル・ジョーイ』
- キャロル・シェリー - 『リトル・ダンサー』

#### 演出賞
- スティーヴン・ダルドリー - 『リトル・ダンサー』
- マイケル・グリーフ - 『ネクスト・トゥ・ノーマル』
- Kristin Hanggi - 『ロック・オブ・エイジズ』
- Diane Paulus - 『ヘアー』

#### 振付賞
- Karole Armitage - 『ヘアー』
- アンディ・ブランケンビューラー - 『9時から5時まで』
- ピーター・ダーリング - 『リトル・ダンサー』
- Randy Skinner - 『ホワイト・クリスマス』

#### 編曲賞
- ラリー・ブランク - 『ホワイト・クリスマス』
- Martin Koch - 『リトル・ダンサー』
- Michael Starobin、トム・キット - 『ネクスト・トゥ・ノーマル』
- Danny Troob、John Clancy - 『シュレック』

※タイ受賞

#### 装置デザイン賞
- Robert Brill - 『ガイズ&ドールズ』
- イアン・マクニール - 『リトル・ダンサー』
- スコット・パスク - 『パル・ジョーイ』
- マーク・ウェンドランド - 『ネクスト・トゥ・ノーマル』

#### 衣装デザイン賞
- グレゴリー・ゲイル - 『ロック・オブ・エイジズ』
- Nicky Gillibrand - 『リトル・ダンサー』
- Tim Hatley - 『シュレック』
- マイケル・マクドナルド - 『ヘアー』

#### 照明デザイン賞
- ケヴィン・アダムス - 『ヘアー』
- ケヴィン・アダムス - 『ネクスト・トゥ・ノーマル』
- ハウエル・ビンクリー - 『[エスト・サイド物語』
- リック・フィッシャー - 『リトル・ダンサー』

#### 音響デザイン賞
- Acme Sound Partners - 『ヘアー』
- Paul Arditti - 『リトル・ダンサー』
- Peter Hylenski - 『ロック・オブ・エイジズ』
- Brian Ronan - 『ネクスト・トゥ・ノーマル』

### 特別シアトリカルイベント賞
- Liza's at The Palace
- Slava's Snowshow
- Soul of Shaolin
- You're Welcome America. A Final Night with George W. Bush

### 特別賞
- 生涯功労賞
  - ジェリー・ハーマン
- 地方劇場賞
  - Signature Theatre, Arlington, Va.
- イザベル・スティーヴンソン賞
  - フィリス・ニューマン
- Tony Honors for Excellence in the Theatre
  - Shirley Herz